# Anisodes cryptorhodata
Anisodes cryptorhodata är en fjärilsart som beskrevs av Walker 1862. Anisodes cryptorhodata ingår i släktet Anisodes och familjen mätare. Inga underarter finns listade i Catalogue of Life.